# Grammy Award al miglior album R&B progressivo
Il Grammy Award al miglior album R&B progressivo (Grammy Award for Best Progressive R&B Album) è un premio dei Grammy Award conferito dalla National Academy of Recording Arts and Sciences dal 2020 per la qualità della migliore interpretazione di genere R&B.
L'assegnazione di un Grammy nella suddetta categoria è stata denominata miglior album urban contemporary (Best Urban Contemporary Album) dal 2013 al 2019. Nel giugno 2020, la National Academy of Recording Arts and Sciences ha annunciato una ridenominazione e ridefinizione della categoria in miglior album R&B progressivo (Best Progressive R&B Album). L'associazione  ha dichiarato in un comunicato che la scelta è avvenuta «per categorizzare e descrivere in modo appropriato questo sottogenere. [...] [Questa categoria] intende mettere in evidenza gli album che includono gli elementi più progressivi dell'R&B e possono includere campioni ed elementi di hip hop, dance e musica elettronica. Può anche incorporare elementi di produzione presenti nel pop, nell'europop, nel country nel rock, nel folk e nell'alternative».

## Vincitori e candidati
In grassetto sono indicati i vincitori.

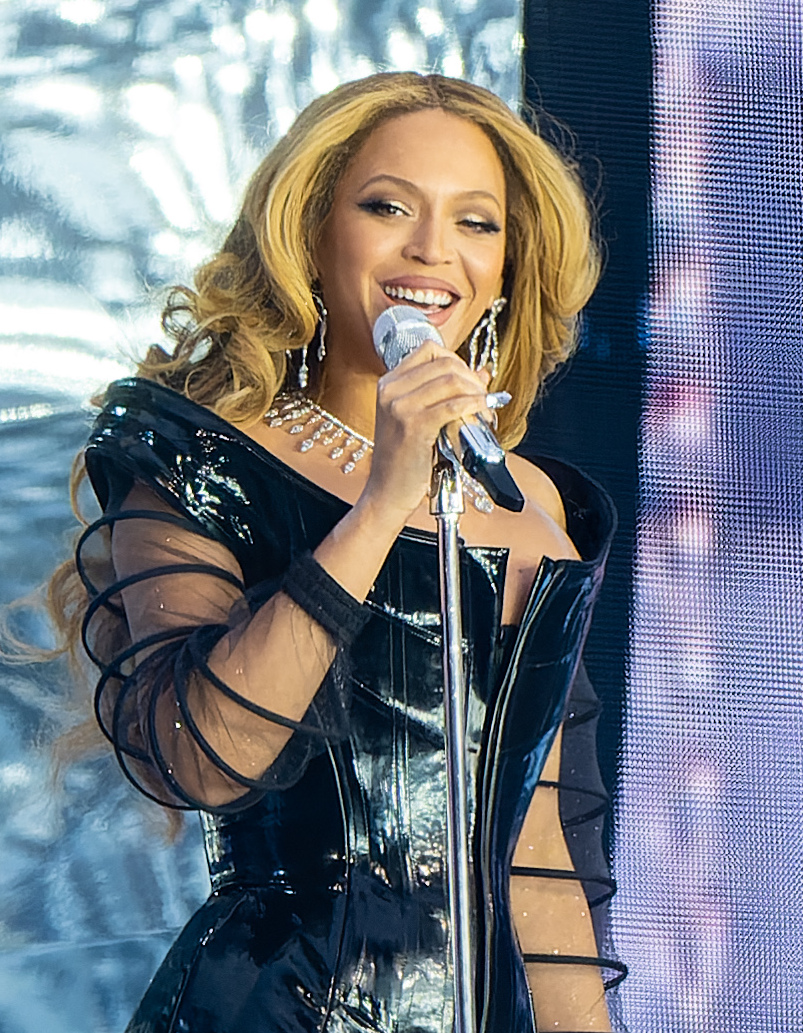
Beyoncé ha ricevuto tre candidature nella categoria, vincendo due volte, tra cui una come membro dei The Carters nel 2019

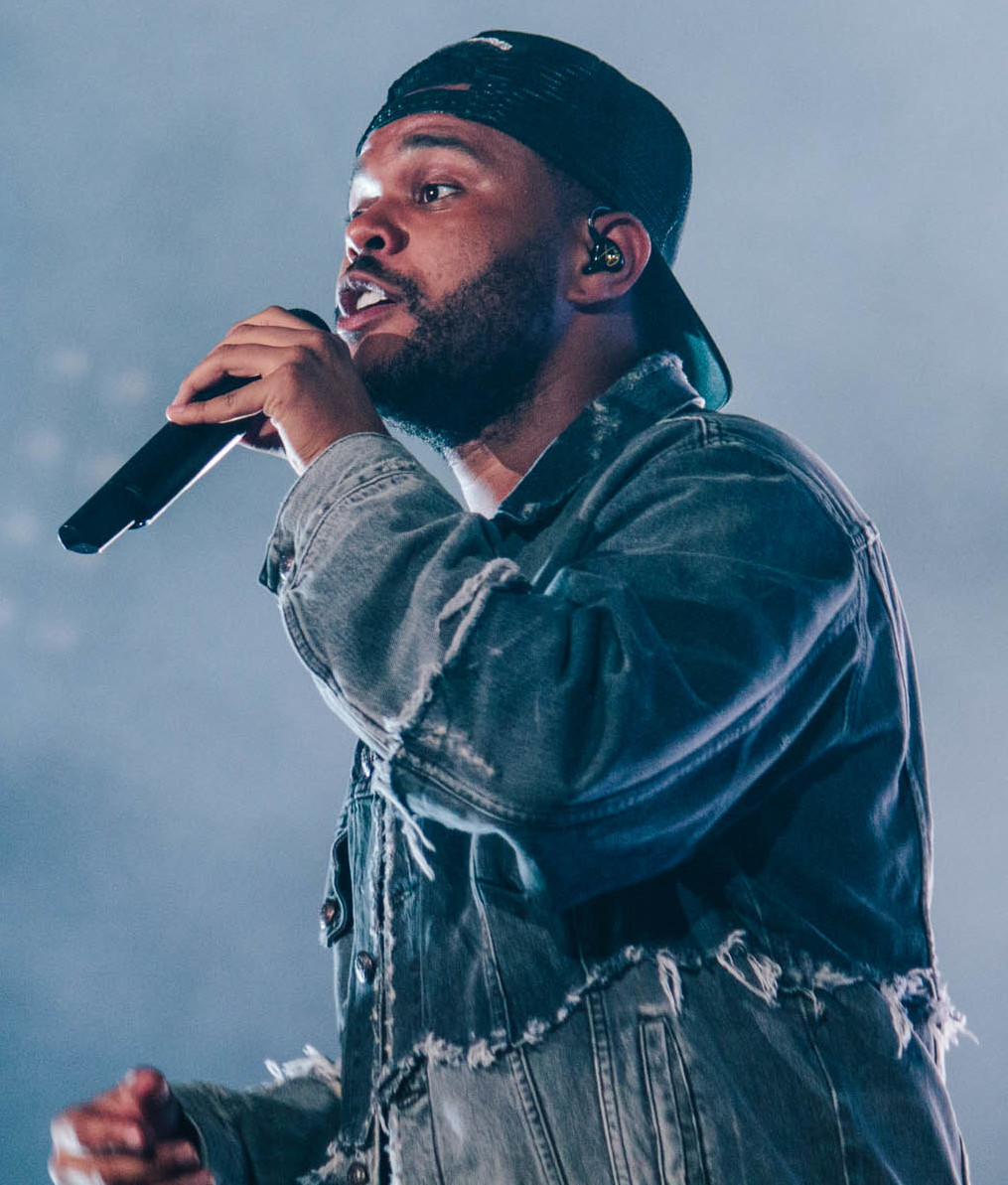
The Weeknd ha vinto due volte il premio nel 2016 e 2018

### Anni 2010
- 2013
  - Frank Ocean – Channel Orange
  - Chris Brown – Fortune
  - Miguel – Kaleidoscope Dream
- 2014
  - Rihanna – Unapologetic
  - Tamar Braxton – Love and War
  - Fantasia Barrino – Side Effects of You
  - Salaam Remi –  One in the Chamber
  - Mack Wilds – New York: A Love Story
- 2015
  - Pharrell Williams – Girl
  - Jhené Aiko – Sail Out
  - Beyoncé – Beyoncé
  - Chris Brown – X
  - Mali Music – Mali Is...
- 2016
  - The Weeknd – Beauty Behind the Madness
  - The Internet – Ego Death
  - Kehlani – You Should Be Here
  - Lianne La Havas – Blood
  - Miguel – Wildheart
- 2017
  - Beyoncé – Lemonade
  - Gallant – Ology
  - King – We Are King
  - Anderson Paak – Malibu
  - Rihanna – Anti
- 2018
  - The Weeknd – Starboy
  - 6lack – Free 6lack
  - Childish Gambino – "Awaken, My Love!"
  - Khalid – American Teen
  - SZA – Ctrl
- 2019
  - The Carters – Everything Is Love
  - Miguel – War & Leisure
  - Chloe x Halle – The Kids Are Alright
  - Chris Dave and the Drumhedz – Chris Dave and the Drumhedz
  - Meshell Ndegeocello – Ventriloquism

### Anni 2020
- 2020
  - Lizzo – Cuz I Love You (Deluxe)
  - Steve Lacy – Apollo XXI
  - Georgia Anne Muldrow – Overload
  - Nao – Saturn
  - Jessie Reyez – Being Human in Public
- 2021
  - Thundercat – It Is What It Is
  - Jhené Aiko – Chilombo
  - Chloe x Halle – Ungodly Hour
  - Free Nationals – Free Nationalsù
  - Robert Glasper – Fuck Yo Feelings
- 2022
  - Lucky Daye – Table for Two
  - Eric Bellinger – New Light
  - Cory Henry – Something to Say
  - Hiatus Kaiyote – Mood Valiant
  - Terrace Martin, Robert Glasper, 9th Wonder e Kamasi Washington – Dinner Party: Dessert
  - Masego – Studying Abroad: Extended Stay
- 2023
  - Steve Lacy – Gemini Rights
  - Cory Henry – Operation Funk
  - Terrace Martin – Drones
  - Moonchild – Starfruit
  - Tank and the Bangas – Red Balloon
- 2024[4][5]
  - SZA – SOS
  - Janelle Monáe – The Age of Pleasure
  - Sean Combs – The Love Album: Off the Grid
  - Terrace Martin e James Fauntleroy – Nova
  - 6lack – Since I Have a Lover
- 2025[6][7]
  - AverySunshine – So Glad to Know You
  - Durand Bernarr – En Route
  - Childish Gambino – Bando Stone & the New World
  - Kehlani – Crash
  - NxWorries (Anderson .Paak e Knxwledge) – Why Lawd?